# Bundesautobahn 6
Bundesautobahn 6 eller A 6 er en motorvej i Tyskland. Den skaber en tværgående forbindelse mellem Frankrig og Tjekkiet. Det første stykke af motorvejen åbnede for trafik i 1935 (som en del af HaFraBa), mens hele strækningen først var færdiggjort i 2008. 
Kejser Karl 4. (1316-1378) oprettede ruten mellem Nürnberg og Prag og strækningen kaldes derfor også Via Carolina.